# 吉野敦志
吉野 敦志（よしの あつし、1990年3月26日 - ）は、石川県生まれの競技麻雀のプロ雀士。
日本プロ麻雀連盟所属。団体内の段位は四段。

## 獲得タイトル
- 第2期鷲和戦優勝[1]